# L'Interdite
 (décembre 2017).
Si vous disposez d'ouvrages ou d'articles de référence ou si vous connaissez des sites web de qualité traitant du thème abordé ici, merci de compléter l'article en donnant les références utiles à sa vérifiabilité et en les liant à la section « Notes et références ».
L'Interdite est un roman de Malika Mokeddem, publié en 1993, il remporte en 1994 le prix Méditerranée des lycéens.

## Résumé
Après avoir appris le décès de Yacine qu’elle a jadis aimé, Sultana qui est médecin en France revient dans sa ville natale, Aïn Nekhla en Algérie. Elle remplace Yacine qui était aussi médecin à l’hôpital. C’est là qu’elle rencontrera Vincent. On apprend au cours des chapitres que cette histoire d’amour est impossible à cause de la ville arabo-musulmane dans laquelle se trouvent les personnages. À cette intrigue amoureuse s’ajoute un événement du passé qui occupera les derniers chapitres du roman. En effet, nous apprenons que la mère de Sultana a été tuée - accidentellement - par son mari, à la suite d'une dispute. Ce sont les rumeurs à propos de son infidélité qui ont causé cette dispute. Sultana était alors âgée de cinq ans. 
Par la suite, son père s’est enfui, sa plus jeune sœur est décédée. Sultana s'est alors retrouvée seule, errant dans les rues du village algérien avant d’être recueillie par un couple français. Ces derniers, en tant qu'étrangers, n’étaient pas bien accueillis au village. Ses parents de substitution ont été obligés de quitter le village. Ainsi, Sultana s’est retrouvée seule et a décidé de poursuivre ses études de médecine en France. 
Son retour dans le village algérien est donc perçu d'un mauvais œil à cause de son passé dramatique. Pendant son séjour elle rencontre le meilleur ami de Yacine - Salah - ainsi que Dalila, une fillette âgée d'une dizaine d'années pour qui Yacine avait une attention particulière.

## Forme du roman
Le roman est constitué de neuf chapitres. Chaque chapitre porte au moins le prénom d'un des personnages principaux, Sultana et Vincent. L’ouvrage est organisé de façon que deux voix s’alternent. Il y a d’abord celle de Sultana, qui est alternée par celle du personnage masculin, Vincent. Il s’agit d’un récit écrit à la première personne du singulier car on est, dès la première phrase de l'ouvrage, confronté à un « Je » féminin. Sultana est aussi celle qui clôt l'ouvrage.

## Thématiques principales de l’ouvrage

### Société patriarcale
Comme ce roman se déroule dans l’Algérie postcoloniale, il offre un tableau assez complet de la réalité dans les villes et villages algériens à ce moment de l’Histoire. C'est une société patriarcale qui est peinte par l'autrice. Effectivement, nous constatons que la femme est considérée comme cet être vulnérable qui ne peut sortir de la sphère familiale et domestique dans lesquelles elle grandit. Quand Sultana marche délibérément seule dans les rues, elle est traitée de « putain ». De surcroît, l’infériorité du sexe féminin dans un contexte patriarcal est abordée par le personnage de Dalila qui nous fait part de ce qu’elle endure à cause de ses frères.

### La politique
On assiste à la fin du roman à une inversion de pouvoir entre l’homme et la femme. En effet, le pouvoir est incarné pendant tout le roman par le maire de la ville. Néanmoins, nous assistons à un éveil des consciences féminines dans le chapitre qui vient clore le roman. Le maire de la ville, Ali Marbah, souhaite que Sultana quitte le village non seulement à cause de son image de femme libre mais aussi à cause de la réputation qu’elle s’est créée dès son enfance. Elle est aux yeux du maire, comme sa mère, une souillure qui vient déshonorer le village. Sultana a appris à tenir tête à ce genre d’individus. Son comportement courageux a inspiré les femmes du village, qui décident à la fin de l’ouvrage, de créer un mouvement pour résister au patriarcat. Joan W. Scott, historienne américaine, aborde dans son ouvrage intitulé De l’utilité du genre, la relation entre le genre et la politique. En s’appuyant sur les recherches de nombreuses féministes à travers l’histoire, elle vient à la conclusion qu'au fil du temps nait un désir d’émancipation chez la femme. Cette prise de conscience de vivre dans une société patriarcale entraîne l’envie de détruire les chaînes qui l’attachent à l’homme. Tel est le message que fait passer Mokeddem à la fin de son ouvrage. Jean Déjeux aborde notamment cette notion de la femme militante dans son ouvrage Femmes d’Algérie.

### La religion
La vision que donne l’autrice de la religion est originale. Mokeddem dénonce l’hypocrisie de ceux qui estiment être de « bons croyants », en particulier des hommes. C'est le cas de ceux qui n’assument pas leur homosexualité. Sultana, pendant ses consultations à l’hôpital, rencontre un patient qui souffre de la syphilis mais qui refuse de l’admettre. Il se défendra en disant qu’il est musulman. D'autres figures apparaissent, comme les hommes qui fréquentent des bordels et ont ainsi des relations sexuelles avec des femmes qui ne sont pas leurs épouses. La consommation d’alcool est aussi un autre point abordé : les hommes se cachent pour boire car c’est une pratique qui va à l’encontre de la religion. Dans son ouvrage intitulé Le roman algérien de langue française, Rabah Soukehal aborde les différents tabous créés dans la société algérienne en lien avec la religion.